# Бернштейн, Аарон
Аарон Давид Бернштейн (нем. Aaron David Bernstein; 1812—1884) — немецкий писатель, редактор и издатель, переводчик, общественный деятель.

## Биография
Аарон Бернштейн родился 6 апреля 1812 года в прусском городе Данциге (ныне Гданьск, Польша).
До двадцатилетнего возраста занимался исключительно изучением Талмуда и раввинистской литературы; потом, живя в Берлине, посвятил себя естественным наукам и усвоил в совершенстве некоторые иностранные языки. 
Его перевод и критическая обработка «Песни песней» (Берлин, 1834) и историко-литературное исследование «Das junge Deutschland» обратили на него внимание берлинских литературных кружков, и Бернштейна пригласили к сотрудничеству в несколько периодических печатных изданий. 
Религиозное движение сороковых годов побудило его вместе с Стерном основать в Берлине первую реформированную еврейскую общину, что ему удалось не без упорной борьбы с ортодоксальным лагерем; борьба велась им не только в форме деятельной агитации среди берлинских евреев, но и посредством целого ряда полемических статей, основные взгляды которых были изложены в сочинении «Ueber die Prinzipien der jüd. Reformgemeinde zu Berlin». 
В 1849 году Бернштейн принял деятельное участие в борьбе с начинавшейся уже в то время реакцией и для этой цели основал демократический орган «Urwählerzeitung», приобретший вскоре обширный круг читателей, но навлекавший на редактора бесчисленные цензурные гонения.
Приговоренный в 1851 года к довольно продолжительному тюремному заключению, он с трудом продолжал издавать свою газету до 1853 года, когда она была приостановлена административным распоряжением. Тогда А. Бернштейн основал «Volkszeituüg», с тем же демократическим направлением, и оставался в ней редактором и впоследствии, когда издание перешло в другие руки (всего около четверти века). 
Как учёный, Бернштейн занимался самостоятельными исследованиями: он удачно разрешил важный в практическом отношении вопрос об одновременной передаче по одной и той же проволоке нескольких телеграмм, работал над изобретением весов для точных взвешиваний, над усовершенствованием фотографии и т. д. За его научные труды Тюбингенский университет удостоил его степени доктора философии. 
Среди российского еврейства он пользовался большой популярностью исключительно как бытописатель старого еврейства и популяризатор естествознания.
Скончался Аарон Давид Бернштейн 12 февраля 1884 года в столице Германии Берлине.
Его сын Юлий также посвятил свою жизнь науке.